# Misturaphis shiloensis
Misturaphis shiloensis är en insektsart som beskrevs av Robinson 1967. Misturaphis shiloensis ingår i släktet Misturaphis och familjen långrörsbladlöss. Inga underarter finns listade i Catalogue of Life.